# SBB Cargo
Az SBB Cargo a Svájci Szövetségi Vasutak önállóan működő vasúti árufuvarozó leányvállalata. 1999-ben, az első svájci vasúti reform eredményeként az SBB-t, amely korábban szövetségi állami tulajdonban volt, külön törvény alapján részvénytársasággá alakították át, és három független részlegre osztották: személyszállítási, teherszállítási és infrastruktúra. A Svájci Szövetségi Vasutak SBB Cargo AG, ahogyan a vállalat jogi nevén ismert, székhelye Oltenben található.
A Planzer Holding, a Camion-Transport, a Galliker Holding és a Bertschi 2020-ban a Swiss Combi AG-n keresztül 35 százalékos részesedést szerzett az SBB Cargo AG-ban. Ez azt jelenti, hogy a részvények többsége, 65 százaléka az SBB-nél marad.

## SBB Cargo Switzerland
Az SBB Cargo forgalmi teljesítménye 2013-ban 5,2 milliárd nettó tonnakilométerrel kissé meghaladta az előző évi értéket (5,0 milliárd). A termelési hálózatok, a flotta és az adminisztráció átalakításával a költségszerkezet is jelentősen javult, és az SBB Cargo a karcsúsított szolgáltatóhely-hálózat ellenére új ügyfeleket nyert meg. Két új intermodális szállítási útvonalat nyitottak meg, és egy további útvonal előkészítő munkálatai is megkezdődtek.
Annak érdekében, hogy a svájci kocsiszállítás nyereséges és fenntartható maradjon, az elmúlt években megoldásokat dolgoztak ki a rosszul kihasznált szolgáltatási pontok szerkezetátalakítására. Az SBB Cargo összesen 155 nagyon rosszul kihasznált szolgáltatási pont átalakítását vizsgálta. Átlagosan naponta kevesebb mint egy kocsit dolgoznak fel ezeken a helyeken. A nagyon rosszul kihasznált pontok közül a 2012. decemberi menetrendváltás óta 128 már nem üzemel. Az SBB Cargo és a többi svájci vasúttársaság jelenlegi járatai több mint 300 kiszolgálóhelyet érintenek rendszeresen a kocsiszállításra. Ennek ellenére a jelenlegi áruforgalom több mint 98%-át továbbra is vasúton szállítják.
Mivel mozdonyaiknak nem kell többé megmászniuk a jelenlegi Gotthárd-alagút elején lévő 1100 méteres emelkedőket, a tehervonatok a rakománytól függően akár 750 méter hosszúra is nőhetnek. Az alagút belseje elég magas ahhoz is, hogy a nyerges kamionok négy méter magas pótkocsijai is elférjenek, és a vonat 35-40 perc alatt, egyenesen az Alpokon keresztül haladjon. Az SBB a svájci kormány megbízásából a Bázel és az olasz határ közötti, mintegy 270 kilométer hosszú Gotthard-vonalon egy négyméteres űrszelvényű folyosót épített, amely 2020-ra készült el. Mintegy 20 alagutat kell átalakítani ahhoz, hogy a vasúti kocsikban négyméteres belmagasságú félpótkocsikat lehessen szállítani. Emellett mintegy 80 perontetőn és jelzőberendezésen is változtatásokat kell végrehajtani.
Svájcban a teherforgalmat a három nagy rendezőpályaudvaron (Basel-Muttenz, Zürich-Limmattal és Lausanne-Triage) bonyolítják le. Ezeket a rendező pályaudvarokat jelenleg az SBB Infrastruktúra üzemelteti. Az SBB Cargo 2015 januárjától az SBB Infrastructure nevében átvette a limmattali és lausanne-i belföldi rendező pályaudvarok tervezését és termelését. Az SBB Cargo tehát a teherforgalom teljes termelési folyamatáért felel - a tehervagonok ügyféltől való átvételétől a rendezőpályaudvaron történő tolatáson át a címzetteknek történő kiszállításig. Az SBB Infrastruktúra azonban továbbra is felelős marad a rendezőpályaudvarokért, a vasúti fuvarozási tevékenységek kapcsolattartója marad, és továbbra is biztosítja a forgalomirányítást, így garantálva az egyenlő bánásmódot.

## SBB Cargo Deutschland
Az SBB Cargo Deutschland GmbH, amelynek székhelye Duisburgban (Németország) található, és amelyet 2002-ben alapítottak, az SBB Cargo International 100 %-os tulajdonú leányvállalata, amely az SBB németországi termelővállalataként működik. Mint bejegyzett árufuvarozó vasúti társaság, Németországban Duisburg, Rheinhausen, Siegen, Köln, Aachen, Ludwigshafen/Mannheim, Karlsruhe, Stuttgart, Freiburg im Breisgau, Singen, Lübeck, Bremerhaven/Bréma, Hamburg, Kehl, Gelsenkirchen, Ingolstadt, Neuss, Gießen/Mainzlar és Weil am Rhein között tervez, menetrendet készít és üzemeltet irányvonatokat, míg a németországi vasúti-közúti terminálokat Brémában, Duisburgban, Karlsruhe-ban, Wormsban és Weil am Rheinban üzemelteti.
Az SBB Cargo Deutschland 2007. október 30. óta elismert képzési szervezet.

## SBB Cargo Italy
Az SBB Cargo Italia 2003-ban alakult, működési bázisa Gallarate-ban van. A vállalat az SBB Cargo International 100 százalékos tulajdonú leányvállalata, amely az olaszországi termelővállalatként működik, és tehervonatokat szervez és üzemeltet Olaszországban. Emellett mozdonyvezetők képzését is végzi. Az olaszországi egyes kocsik vagy irányvonatok célállomása/indulási pontjai Gallarate, Novara, Milánó, Melzo, Trecate, Torino-Orbassano, Fossano, Poggio Rusco és Sant'Ilario. Olaszországban a közútról vasútra történő átrakodás központjai Desióban és Torinóban működnek.